# Mary Lou Williams
Mary Lou Williams (geboren als Mary Elfrieda Scruggs) (Atlanta, Georgia, 8 mei 1910 - Durham, North Carolina, 28 mei 1981) was een Amerikaanse jazzpianiste, -componiste en -arrangeur.

## Biografie

### De vroege jaren
Mary Lou Williams werd geboren in een arme buurt in Atlanta en groeide in een gezin met elf kinderen op in East Liberty, een buurt in Pittsburgh. Haar moeder was schoonmaakster, maar zong in haar vrije tijd spirituals en speelde ragtime op harmonium. Op haar derde of vierde begon Mary Lou na te spelen wat ze van haar moeder had gehoord en leerde zichzelf zo spelen. Later speelde ze de muziek van Jelly Roll Morton en James P. Johnson na. Toen ze zo'n zes jaar was trad ze al op in het openbaar, ze begeleidde stomme films en speelde op parties bij rijke mensen, waardoor ze in Pittsburgh bekendstond als 'het kleine piano-meisje van East Liberty'. Ze speelde niet alleen ragtime, maar bijvoorbeeld ook lichte klassieke muziek, marsen en walsen.
Toen ze dertien was verving ze een pianist in een rondtrekkende vaudeville-show. Ze leerde hier de saxofonist John Williams, leider van de groep the Syncopators, kennen en trouwde met hem toen ze zestien was. De groep van Williams, met Mary Lou Williams op piano, werd de begeleidingsgroep van een dans-duo act en maakte tevens enkele opnames. In 1929 aanvaardde John Williams een uitnodiging van bandleider Andy Kirk om bij diens groep te spelen. Mary Lou Williams volgde haar man pas later, toen Kirk's Twelve Clouds of Joy langdurig kon spelen in een ballroom in Kansas.

### Carrière
Williams werkte met en voor de grootste jazzmusici van haar tijd en kon zich tussen deze mannelijke zwaargewichten meer dan overeind houden. Ze schreef en componeerde onder meer voor Duke Ellington en Benny Goodman, was mentor voor Dizzy Gillespie, Thelonious Monk en Charlie Parker en speelde met en bij uiteenlopende musici als Andy Kirk en Cecil Taylor. Haar muziek ging mee met de veranderingen in de tijd en liep daar soms zelfs op vooruit.
Postuum werd ze in 2004 opgenomen in de Georgia Music Hall of Fame.

## Discografie (selectie)

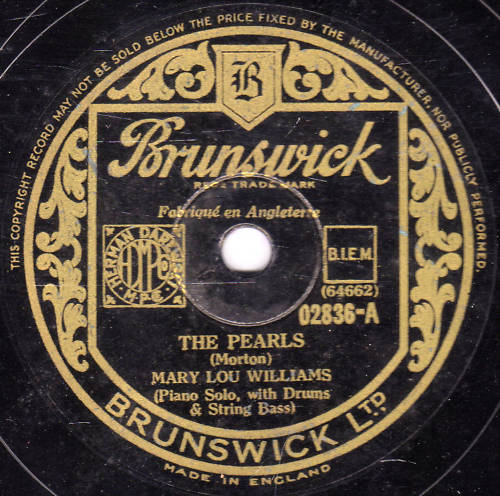
78 toerenplaat van Mary Lou Williams, "The Pearls" uit 1938

- Mary Lou Williams 1927-1940, Classics
- Mary Lou Williams 1944, Classics
- Mary Lou Williams 1944-1945, Classics
- Mary Lou Williams 1945-1947, Classics
- Mary Lou Williams 1949-1951, Classics
- Mary Lou Williams 1951-1953, Classics
- Mary Lou Williams 1953-1954, Classics
- The Zodiac Suite, Vintage Jazz Classics, 1945
- Jazz Variations, Stinson, 1950
- With Barbara Carroll, Atlantic, 1951
- Mary Lou Williams Trio, Atlantic, 1951
- The First Lady of the Piano, Inner City, 1953
- In London, GNP, 1953
- On Vogue (met Don Byas), Vogue, 1953
- Mary Lou Williams Presents Black Christ of the Andes, Folkways Recordings, 1964
- Music for Peace, Mary Records, 1964
- From the Heart, Chiaroscuro, 1970
- Zoning, Folkways Recordings, 1974
- Free Spirits, SteepleChase, 1975
- Live at the Cookery, Chiaroscuro, 1975
- My Mama Pinned a Rose on Me, OJC, 1977
- Solo Recital - Montreux Jazz Festival 1978, OJC, 1979
- At Rick's Cafe Americain, Storyville, 1979
- Live at the Keystone Korner (opnames 1977), High Note, 2002